# Baillou
Baillou település Franciaországban, Loir-et-Cher megyében. Lakosainak száma 205 fő (2022. január 1.). Baillou Valennes, Choue, Cormenon, Mondoubleau, Sargé-sur-Braye, Rahay és Couëtron-au-Perche községekkel határos.

## Népesség
A település népességének változása:
| Lakosok száma | 354  | 250  | 230  | 244  | 251  | 252  | 226  | 209  | 204  | 205  |
|               | 1968 | 1982 | 1990 | 2006 | 2013 | 2015 | 2017 | 2019 | 2020 | 2022 |